# Ivar Oddone
Ivar Oddone (Imperia, 26 ottobre 1923 – Torino, 23 ottobre 2011) è stato un medico e partigiano italiano.

## Biografia
Ancora studente di medicina, dopo l'8 settembre 1943 si unisce alla resistenza partigiana ligure nelle file delle Brigate Garibaldi. Nel maggio del 1944 diviene commissario del 1º battaglione e poi della 4ª brigata "C. Cristoni". Diventerà poi commissario politico della II Divisione "Felice Cascione" e, successivamente, dell'intero Gruppo di divisioni della provincia di Imperia. Prende il nome di battaglia Kimi, a cui Italo Calvino dedica il suo romanzo Il sentiero dei nidi di ragno.
Alla fine della guerra completa gli studi e si stabilisce a Torino. Qui insegna psicologia all'università di Torino. Tra gli anni Sessanta e Settanta è stato uno dei pionieri della medicina e della psicologia del lavoro. Infatti nel 1961 è coordinatore della prima inchiesta sulla nocività sul luogo di lavoro, condotta nell'impianto della Farmitalia a Settimo Torinese, con il patrocinio della Camera del lavoro di Torino e la partecipazione di medici, assistenti sociali, sindacalisti e operai.
Nel 1969 Oddone cura, con Gastone Marri, il manuale L'ambiente di lavoro, che illustra il modello operaio di lotta per la difesa della salute. Secondo Oddone, la misurazione della qualità del luogo di lavoro doveva avvenire tramite l'esperienza diretta e soggettiva degli operai, al centro dello sviluppo economico (come sosteneva la coeva corrente dell'operaismo).

## Pubblicazioni
- con Gastone Marri, L'Ambiente di lavoro (PDF), Editrice Sindacale Italiana, 1967. URL consultato il 16 giugno 2021.
- Ambiente di lavoro e sindacato, Editrice sindacale italiana, 1974.
- con Alessandra Re e Gianni Briante, Esperienza operaia e psicologia del lavoro, Editrice sindacale italiana, 1974.
- Medicina preventiva e partecipazione, Editrice sindacale italiana, 1975.
- Ambiente di lavoro: la fabbrica nel territorio, Editrice sindacale italiana, 1978.

## Kim in letteratura
Oltre al citato Il sentiero dei nidi di ragno, il medico è anche protagonista del racconto Capitano Kim, nella raccolta di racconti Mio padre la rivoluzione di Davide Orecchio, 2017.